# Rhypholophus lichtwardti
Rhypholophus lichtwardti là một loài ruồi trong họ Limoniidae. Chúng phân bố ở miền Cổ bắc.